# 西海賢二
西海 賢二（にしがい けんじ、1951年7月6日 - ）は、日本の歴史学者・民俗学者。学位は博士（歴史学）・博士（民俗学）。東京家政学院大学名誉教授。

## 来歴
神奈川県小田原市に生まれる。筑波大学大学院歴史人類学研究科史学専攻博士課程を修了した。2005年に『近世山岳信仰の地域的展開ー武州御嶽山・伊予石鎚山を中心にしてー』で博士号(民俗学、國學院大学)を取得した。2008年には『近世の民間宗教者と地域社会』で駒澤大学より博士（歴史学）の学位を取得。
日本山岳修験学会理事、地方史研究協議会委員、日本民俗学会理事、日本民具学会理事、常民文化研究会代表、一般財団法人古橋懐古館名誉館長、石鎚神社西海文庫文庫長、NPO法人石鎚森の学校副理事長、文化庁文化審議会専門委員、東京都文化財保護審議会委員、葛飾区文化財保護審議会委員、小田原市文化財保護審議会委員などを歴任。
愛知大学大学院講師。法政大学・筑波大学・茨城大学・横浜国立大学・山口大学・駒澤大学大学院・二松学舎大学・専修大学・立正大学・跡見学園女子大学・福山大学・調布学園女子短期大学講師などをつとめる。

## 著書

### 単著
- 『武州御嶽山史料と民俗』　泰州學舎　（1979年）
- 『筑波山と山岳信仰』　崙書房　(1981年)
- 『宮城野民俗調査報告』　箱根町教育委員会　（1982年）
- 『丹沢山麓の講集団』　秦野市史編纂室　（1982年）
- 『仙石原民俗調査報告』　箱根町教育委員会　（1982年）
- 『武州御嶽山信仰史の研究』　　名著出版　(1983年)
- 『石鎚山と修験道』　名著出版　(1984年)
- 『近世遊行聖の研究』　三一書房　(1984年)
- 『漂泊と定住―御師の村―』　秦野市史編纂室　（1984年）
- 『丹沢山麓の村』　秦野市史編纂室　（1985年）
- 『盆地の村』　秦野市史編纂室　（1986年）
- 『小田原の野佛たちー民衆の祈りと姿ー』　小田原市教育委員会　（1986年）
- 『生活のなかの行道－石鎚信仰の深層－』　ベネッセコーポレーション　(1987年)
- 『秦野市史－民俗編－』　秦野市史編纂室　（1987年）
- 『小田原の年中行事』　小田原市教育委員会　（1993年）
- 『太郎君の百年』　神奈川県足柄上郡開成町役場　（1993年）
- 『開成町史－民俗編－』　神奈川県足柄上郡開成町役場　（1994年）
- 『漂泊の聖たち－箱根周辺の木食僧－』　岩田書院　(1995年)
- 『石鎚山と修験道　新装版』　岩田書院　(1997年)
- 『民衆宗教の祈りと姿－マネキ－』　（株）ぎょうせい　(1997年)
- 『木曽御嶽本教五十年のあゆみ』　（株）ぎょうせい　(1997年)
- 『石鎚山と瀬戸内の宗教文化』　岩田書院　(1997年)
- 『稲武町史－民俗資料編－』　愛知県北設楽郡稲武町　（1999年）
- 『絵馬に見る民衆の祈りとかたち』　批評社　(1999年)
- 『葛飾区の墓碑－近世を中心に－』　東京都葛飾区教育委員会　（2000年）
- 『神と仏の相剋』　批評社　(2001年)
- 『天津小湊町の日蓮宗信仰と講集団』　千葉県安房郡天津小湊町　（2003年）
- 『近世のアウトローと周縁社会』　臨川書店　(2006年)
- 『葛飾区神社境内石造物調査－近世を中心に－』（2006年）
- 『江戸の漂泊聖たち』　吉川弘文館　(2007年)
- 『近世の遊行聖と木食観正』　吉川弘文館　(2007年)
- 『念仏行者と地域社会　－民衆の中の徳本上人－』　大河書房　(2008年)
- 『武州御嶽山信仰－山岳信仰と地域社会：上』　岩田書院　(2008年)
- 『富士・大山信仰－山岳信仰と地域社会：下』　岩田書院　(2008年)
- 『東日本の山岳信仰と講集団－山岳信仰と地域社会：続』　岩田書院　（2011年）
- 『江戸の女人講と福祉活動』　臨川書店　（2012年）
- 『改訂新版　筑波山と山岳信仰』　崙書房　（2012年）
- 『博物館展示と地域社会　－民俗文化史からのまなざし－』　岩田書院　（2014年）
- 『城下町の民俗的世界　－小田原の暮らしと民俗－』　岩田書院　（2014年）
- 『旅と祈りを読む　道中日記の世界』　臨川書店　（2014年）
- 『山村の生活史と民具　－古橋懐古館所蔵資料からみる－』　岩田書院　（2015年）
- 『奥三河のまつりごと　－修験・木食・神楽・念仏そして花祭へ－』　古橋懐古館（2016年）
- 『旅する民間宗教者　－歓待と忌避のはざまに生きて－』　岩田書院　（2017年）
- 『富士・大山信仰』(電子書籍）　22世紀アート　(2019年）

### 共編著
- 『江戸幕府寺院本末帳集成全三巻』　雄山閣出版　（1981年）
- 『浮浪とめぐり』　ポーラ文化研究所　（1991年）
- 『富士吉田市史―近現代Ⅱ』資料編七巻　山梨県富士吉田市　（1995年）
- 『石鎚山への渇仰　石鎚本教六十年史』　石鎚神社・石鎚本教　（2007年）
- 『寺社参詣と庶民文化』　岩田書院　（2009年）
- 『墓制・墓標研究の再構築　歴史・考古・民俗学の現場から』　岩田書院　（2010年）
- 『山岳信仰と村落社会』　岩田書院　（2012年）
- 『日本の霊山読み解き事典』　柏書房　（2014年）
- 『郷土史大系宗教、教育、芸能、地域文化』　朝倉書店　（2020年）